# Aéroport de Sari Dasht-é Naz
L'aéroport international de Sārī Dasht-é Naz( persan : فرودگاه دشت ناز ساری    ) (code IATA : SRY • code OACI : OINZ) est situé à Sārī, dans le district central de la province de Mazandéran, en Iran. Il a été fondé en 1947.

## Situation
| Sārī Dasht-é Naz Golfe · persique Téhéran-MehrabadTéh.-Mehrabad Mechhed Téhéran-KhomeiniTéh.-Khomeini Chiraz Kish Ahvaz Ispahan Tabriz Bandar · Abbas Kerman Yazid Abadan Kermanchah Zahedan Bouchehr Qechm Ourmieh Racht Birjand Chabahar Lamerd |

## Compagnies aériennes et destinations
| Compagnies           | Destinations |
| -------------------- | --- |
| ATA                  | Bandar Abbas, Mechhed-Shahid H. Nejad |
| Caspian Airlines     | Golfe Persique, Mechhed-Shahid H. Nejad, Qechm |
| Fly Baghdad          | En saison : Bagdad |
| Iran Air             | Bandar Abbas, Gorgan (en), Ispahan-S. Beheshti, Mechhed-Shahid H. Nejad, Racht, Tabriz, Téhéran-Mehrabad En saison : Bagdad, Médine-Prince M. Bin Abdulaziz  |
| Iran Air Tours       | Mechhed-Shahid H. Nejad |
| Iran Aseman Airlines | Ahvaz, Mechhed-Shahid H. Nejad, Chiraz-Shahid Dastghaib, Zahedan                                                                                             |
| Kish Air             | Île de Kish, Mechhed-Shahid H. Nejad |
| Mahan Air            | Kerman, Mechhed-Shahid H. Nejad, Nadjaf, Téhéran-Mehrabad |
| Qeshm Air            | Bagdad, Nadjaf, Qechm |
| Saudia               | En saison : Djeddah - Roi-Abdelaziz, Médine-Prince M. Bin Abdulaziz                                                                                          |
| Taban Air            | Mechhed-Shahid H. Nejad En saison Charter : Erevan-Zvarnots                                                                                                  |
| Varesh Air           | Ahvaz, Golfe Persique, Bandar Abbas, Douchanbé, Ispahan-S. Beheshti, Île de Kish, Mechhed-Shahid H. Nejad, Nadjaf, Chiraz-Shahid Dastghaib, Téhéran-Mehrabad |

Édité le 02/09/2020